# Argostemma borragineum
Argostemma borragineum är en måreväxtart som beskrevs av Carl Ludwig von Blume och Dc.. Argostemma borragineum ingår i släktet Argostemma och familjen måreväxter.

## Underarter
Arten delas in i följande underarter:
- A. b. ovatum
- A. b. borragineum
- A. b. corymbosum